# Rabeninsel
Die Rabeninsel ist eine Binneninsel zwischen der Wilden Saale und der schiffbaren Saale. Sie ist etwa 1,2 km lang und gehört zum Stadtteil Böllberg/Wörmlitz von Halle (Saale). Sie erstreckt sich über eine Fläche von rund 41 Hektar.

## Geschichte
Zunächst im kirchlichen Besitz des Klosters Neuwerk (bis 1291), kam die Insel später an das Zisterzienserkloster Marienkammer, das sich bei St. Georgen in Halle-Glaucha befand, und mit der Reformation an das Amt Giebichenstein. Bis zum 19. Jahrhundert wurde die Insel „Krähenholz“ genannt. Bereits ab 1840 begann eine zunächst geringe Nutzung der Rabeninsel zu Erholungszwecken. Erste Wege wurden in diesem Jahr angelegt und die „Sommer-Wirtschaft“ entstand bei der Fähre, aus der später das „Waldrestaurant Waidmannsheil“ wurde. Um das Jahr 1850 folgte das „Insel-Schlösschen“ (zeitweise „Traxdorf's Jägerheim“ genannt) und im Jahr 1862 wurde der „Kaffeegarten Kurzhals“ (auch „Kurzhals Waldwirtschaft“, „Etablissement Kurzhals“) im Nordosten der Insel eröffnet. Durch diese Aufwertungen entwickelte sich die Rabeninsel zum beliebten Ausflugsziel mit teils tausenden Tagesgästen. 1929 ging die Insel in den Besitz der Stadt Halle über.

## Bauwerke
Die Insel ist über zwei im Norden und Osten befindliche Brücken (darunter die Rabeninselbrücke) erreichbar. Bis in die 1990er-Jahre verkehrte eine Fähre zum Böllberger Ufer. An der südlichen Spitze befindet sich das Böllberger Wehr, an der nördlichen entstand erstmals 1933 eine Brücke zu den Pulverweiden. An der Stadtseite der Rabeninsel steht bei Stromkilometer 95,8 die Schleuse Böllberg.
Die Reste der Gaststätten wurden mittlerweile beseitigt, um der Natur freieren Lauf zu lassen. So wurden im Jahr 2017 die oberirdischen Reste des „Insel-Schlösschens“ abgerissen und 2020 der Boden darunter beräumt. Nach dem Zweiten Weltkrieg gab es hier bis 1957 noch Gaststättenbetrieb sowie bis 1956 Pionierferienlager. Der „Kaffeegarten Kurzhals“ hatte am längsten bestanden, schloss aber im Jahr 1992. Zeitweise gab es bei diesem eine eigene Kindereisenbahn, einen Spielplatz sowie einen Musikpavillon. Auch dieses Areal wurde mittlerweile komplett beräumt.

## Naturschutzgebiet
Die Rabeninsel ist Teil des 90,7 ha großen Naturschutzgebietes Rabeninsel und Saaleaue bei Böllberg. Ihr Hartholzauenwald mit ca. 260 Jahre alten Stieleichen zählt zu den wertvollsten Auenwäldern der Stadt. Im nördlichen Teil der Insel lösen sich die Waldbestände teilweise auf, man findet nur mehr Sträucher und Brennnesseln. Auch artengeschützte Tiere wie Eisvogel, Habicht, Rotmilan und andere leben hier. Der Wald dient als Winterschlafplatz für 20.000 bis 40.000 Saatkrähen, Dohlen, Raben- und Nebelkrähen.

## Freizeitnutzung
Die Insel ist ein Ausflugsziel für Wanderer, Sportler, oder Studenten- bzw. Schüler-Exkursionen. Die angrenzende Saale wird von Ruder- und Kanusportvereinen genutzt.

## Bildergalerie

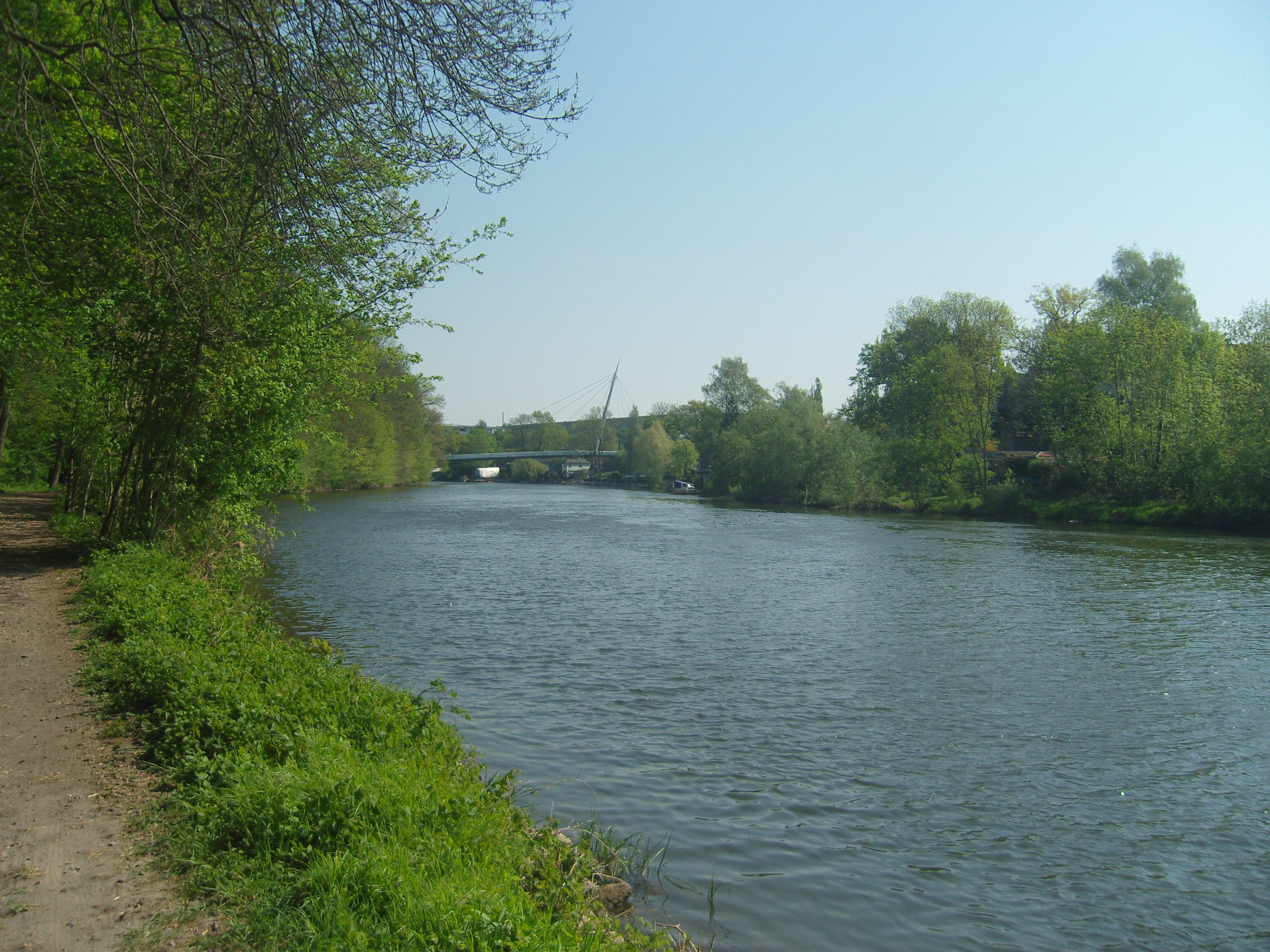
Rabeninsel (links)
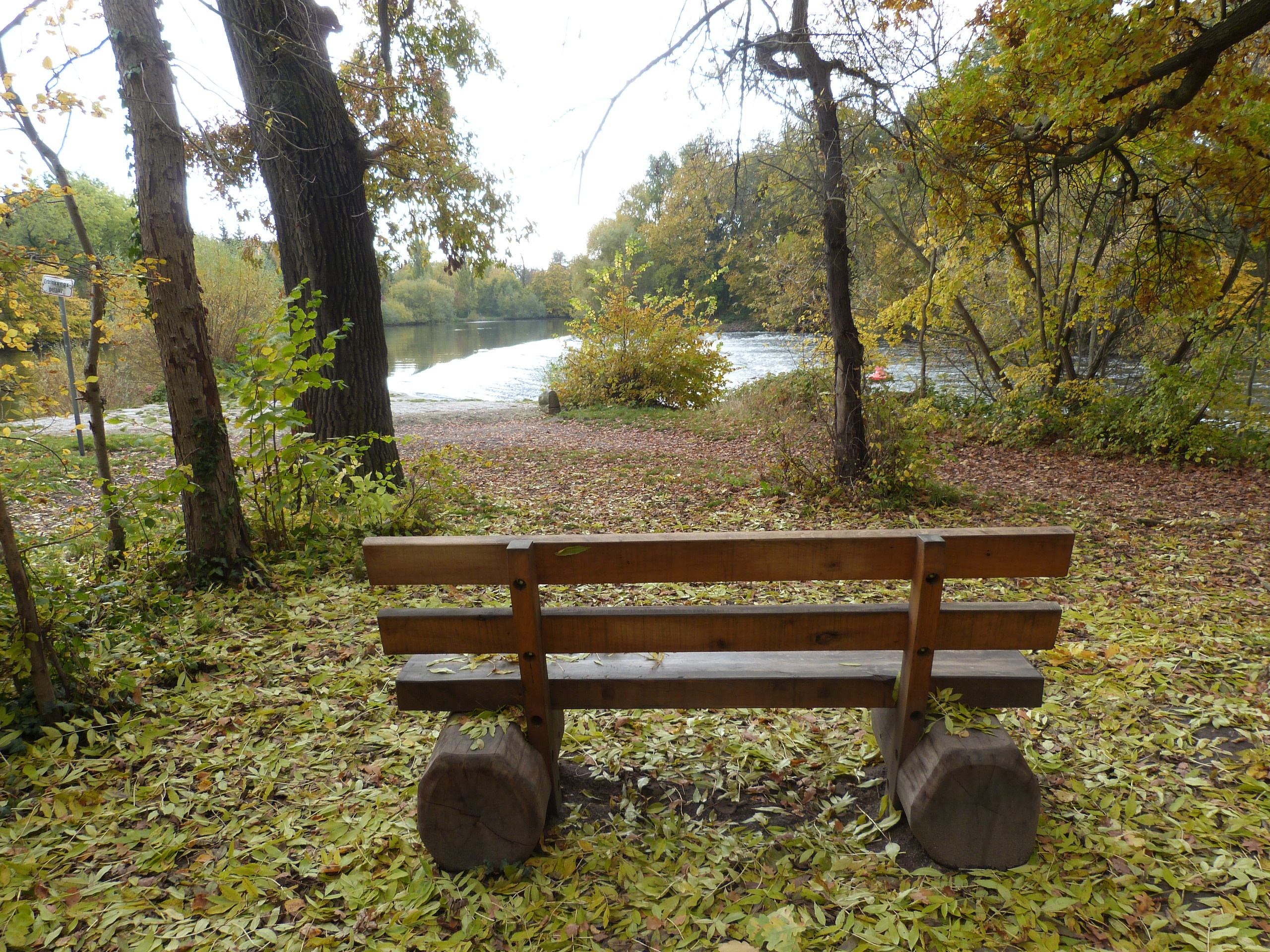
Blick von der Rabeninsel zum Kleinen Böllberger Wehr
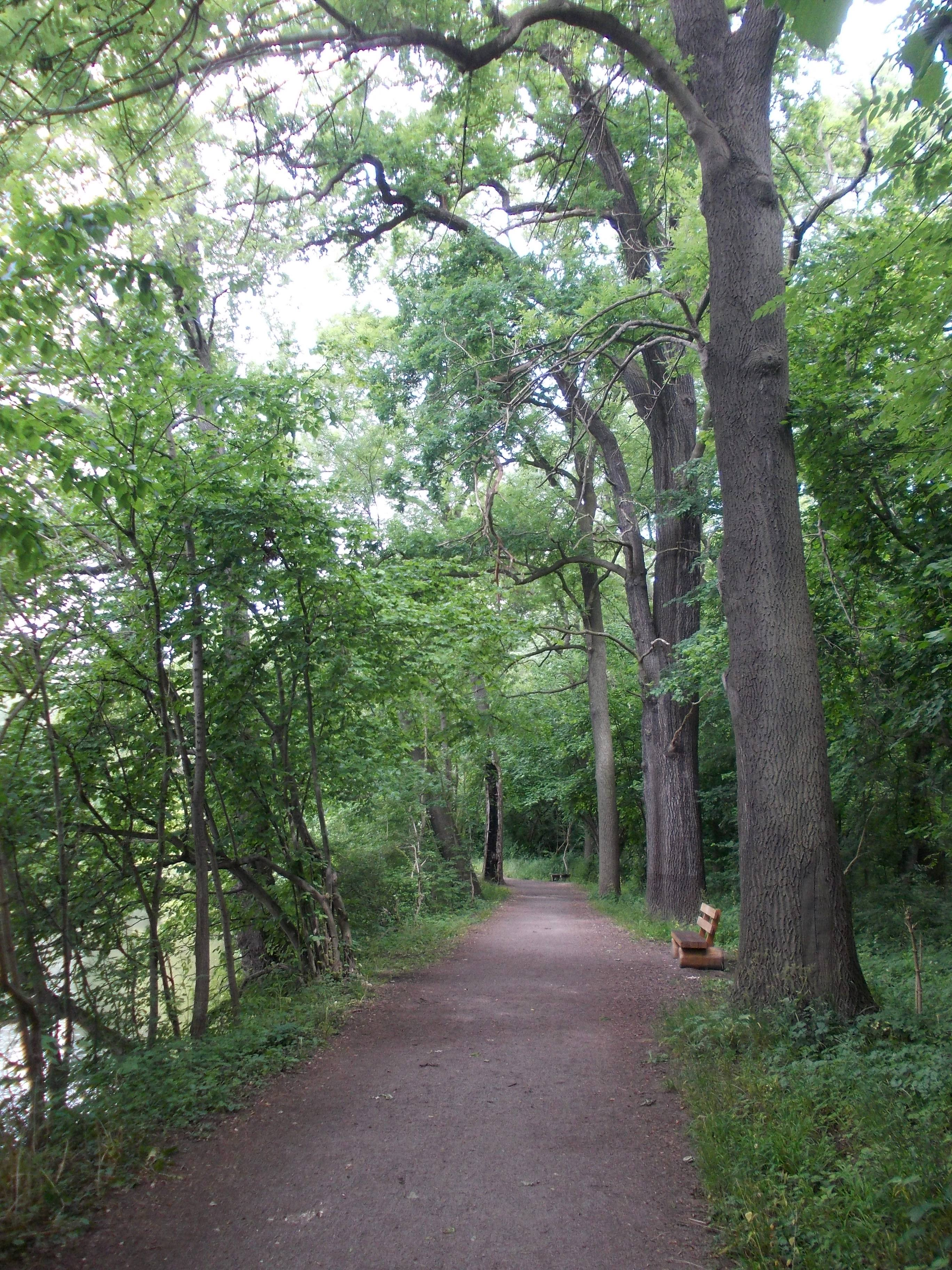
Schlenkerweg auf der Rabeninsel
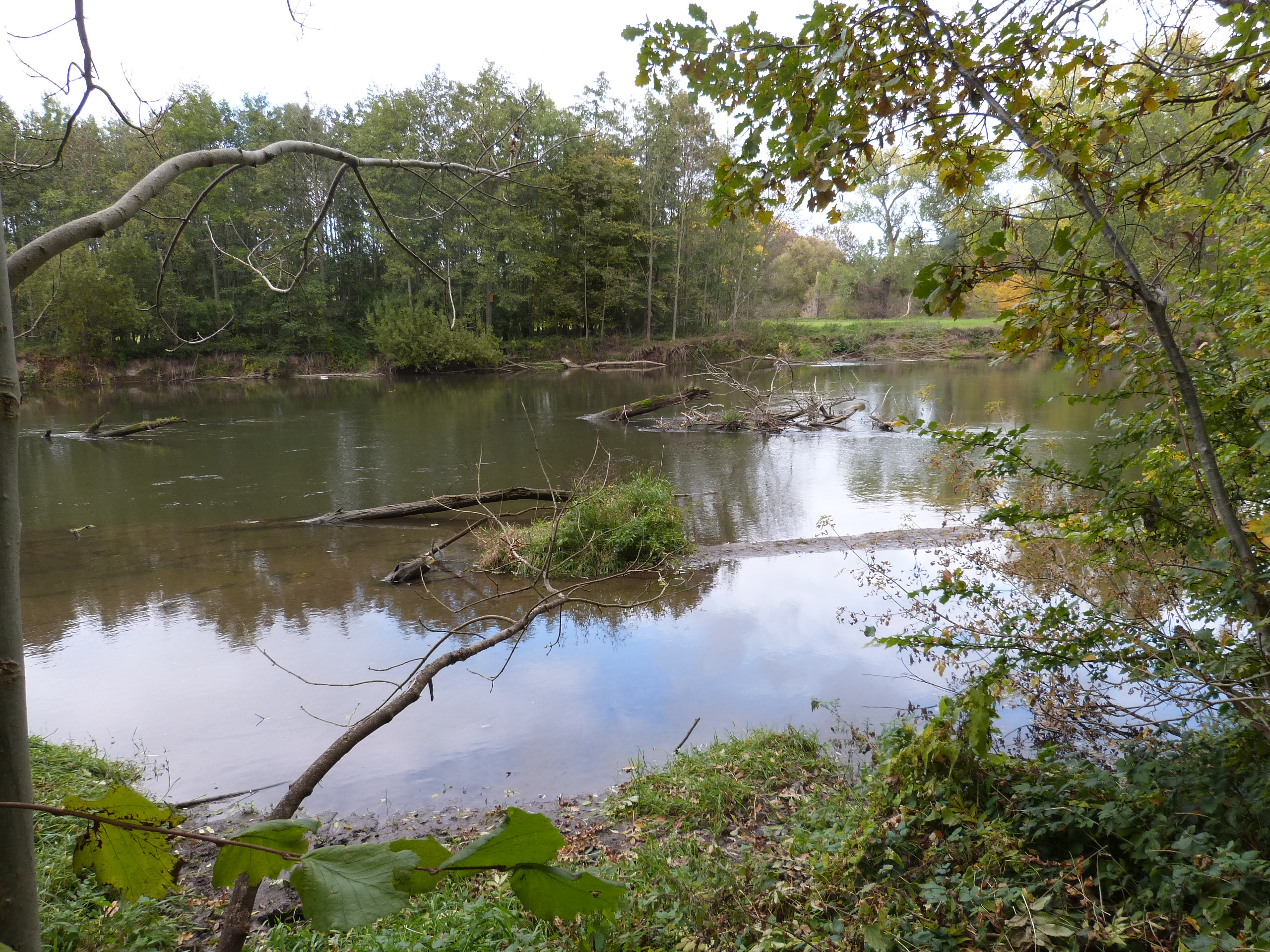
Blick von Rabeninsel auf die Wilde Saale
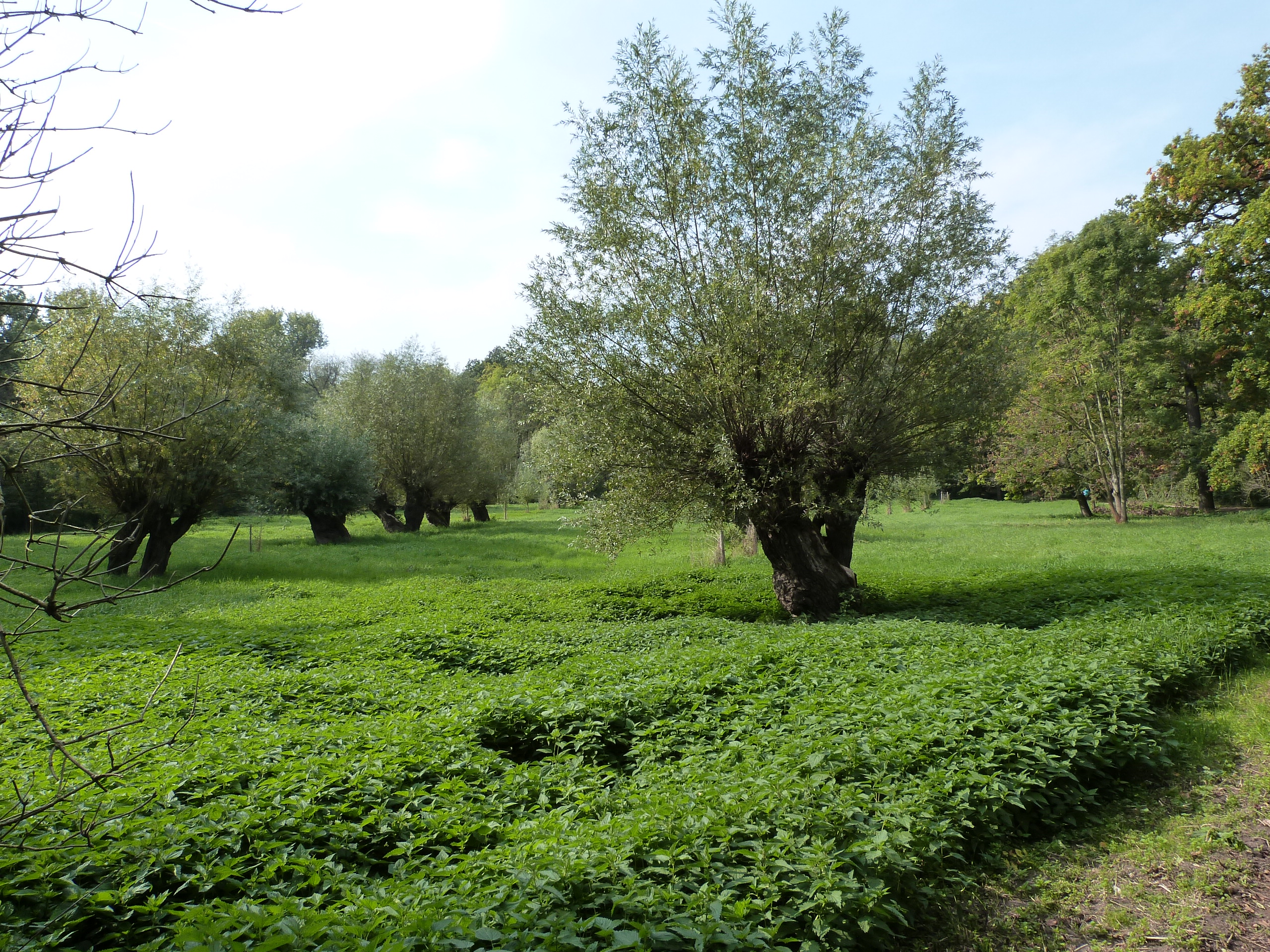
Weiden auf der Rabeninsel
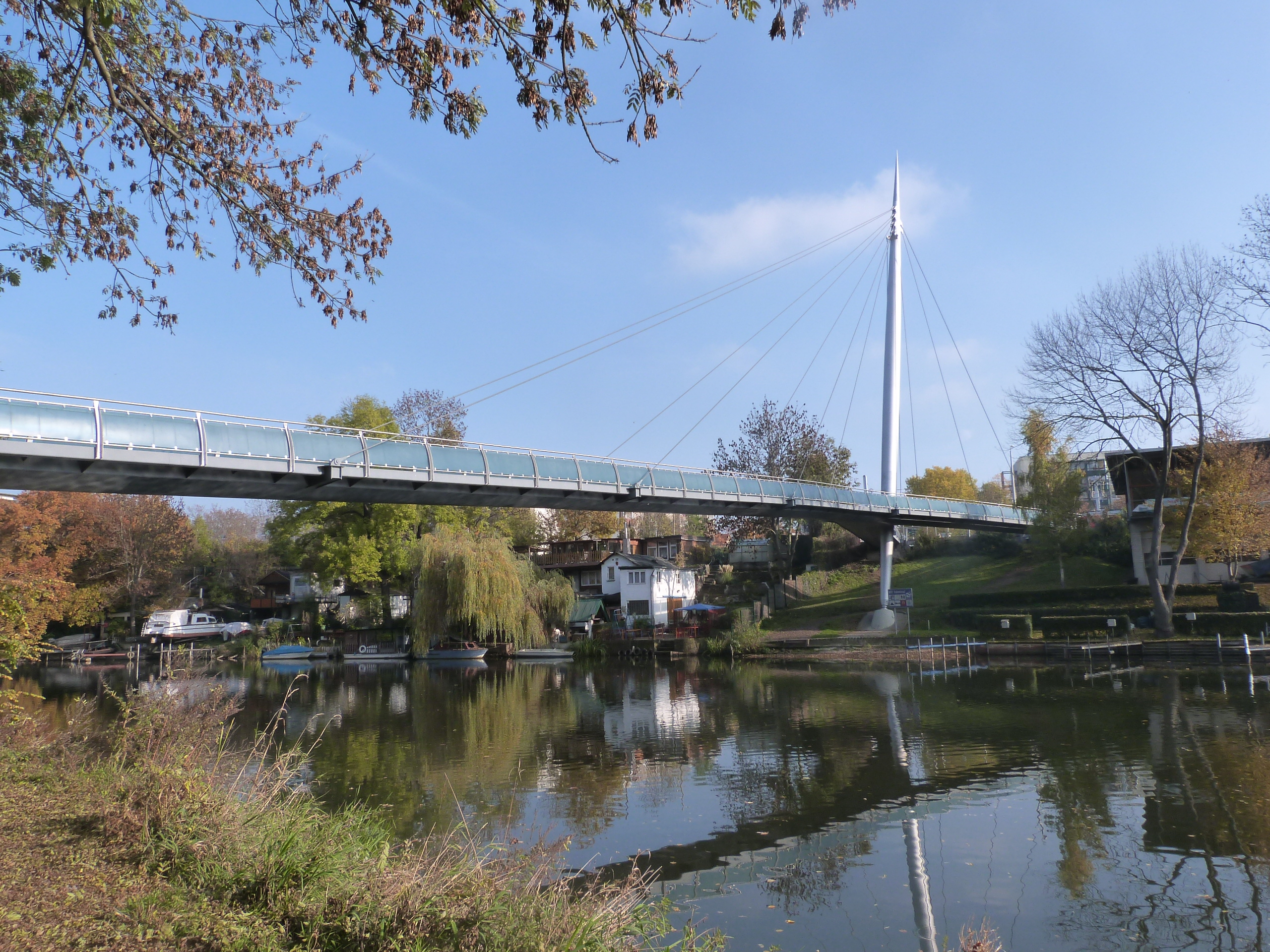
Rabeninselbrücke